# Оренбурзький тролейбус
Оренбурзький тролейбус (рос. Оренбургский троллейбус) — діюча з 2 травня 1953 року в обласному центрі місті Оренбурзі тролейбусна система Росії. Експлуатацію тролейбусної мережі здійснює муніципальне казенне підприємство «Оренбурзький міський пасажирський транспорт» (рос. муниципальное казенное предприятие «Оренбургский городской пассажирский транспорт»).

## Історія
2 травня 1953 року відкритий тролейбусний рух в Оренбурзі. Перша лінія пролягала від залізничного вокзалу до бульвару імені Свердлова (набережна річки Урал). Згодом відкритий маршрут № 2 (Бульвар ім. Свердлова — Завод РТВ).
У 1960—1970-х роках в місті швидко розбудовулися нові житлові масиви на півночі, північному сході та півдні міста, мікрорайони «Мала Земля», квартали по вулиці Чкалова і проспекту Гагаріна. Туди були прокладені нові тролейбусні лінії з метою забезпечення надійного сполучення нових районів з центром міста. Кількість маршрутів швидко зросло.
У 1977 році в місті вже було 7 діючих тролейбусних маршрутів. Найбільшого розвитку мережа сягнула 1993 року, коли діяли 11 маршрутів.
У 1985 році були існували: лінія по вул. Постникова (в одну сторону), вул. Чичеріна від вул. Кірова до мосту через річку Урал, вул. Максима Горького, вул. Бурзянцева (у зворотний бік), лінії в Зауральній частині міста (майбутні маршрути № 10 та 13), по вул. Родимцева (маршрут № 12), вул. 8 Березня електрифікована в повному обсязі, з «пропуском» від вул. Кірова до вул. Пушкінської, лінія по просп. Дзержинського електрифікована в повному обсязі, з «пропуском» від вул. Театральної до вул. Конституції СРСР (наразі лінія не використовується у маршрутному русі). Є наскрізний рух по вул. Шевченка від Пролетарської до просп. Перемоги (курсують маршрути № 4 і 5), по вул. Терешкової немає контактної мережі, маршрути № 4 та 6 прямують по вул. Комсомольській.
Оренбург був єдиним містом в Росії, де експлуатувалися тролейбуси ЮМЗ Т1, які були придбані у 1993—1994 роках. Більшість тролейбусів мало сірий та кремовий розкрас, всього було отримано 27 тролейбусів ЮМЗ Т1 (№ 201, 205, 207, 209, 212, 214, 217, 220—222, 322, 324—327, 329, 330, 332, 333, 337, 392, 398, 400, 405, 424, 431, 440). Вони були придбані по бартеру у розрахунку за газ підприємством «Оренбурггазпром». Приблизно половина вже у 2001 році стояла непорушно на майданчику в ПАТП, а останні лінійні виходили на лінії у 2004—2005 роках.
З огляду на свої габарити вони не вміщалися на території депо № 1, тому спочатку вони відстоювалися на майданчику для відстою депо № 1 по просп. Автоматики, 13, а після його закриття передислоковані з депо № 2 у депо № 1. При закритті депо № 2 тролейбуси ЮМЗ Т1 не стали переводити у депо № 1, а просто списали. Офіційна причина— депо на Рибаківській, старе і мале і не розраховане на обслуговування зчленованих тролейбусів.
В середині 1990-х років кількість тролейбусів досягло свого піку. Якийсь час 14 міських тролейбусних маршрутів обслуговували два депо (на вул. Рибаківська, 1, вул. Лісозахисна,  2 та майданчик відстою на території ПАТП-1 (проїзд Автоматики, 13). Останніми в місті (вже у 1990-х роках) з'явилися маршрути № 12, а разом з ним і нова лінія по вулиці Родимцева, № 13 (Міська лікарня № 4 — селище Карачі) та № 14 (Вулиця Листопадова — 24-й мікрорайон). Також була побудована
нова лінія від проспекту Гагаріна (24-й мікрорайон) до селища Ростоші і відповідно туди продовжений маршрут № 9.
У 2000 році на маршрути виходили тролейбуси практично в аварійному стані: наскрізна корозія металу дверей і низу кузова, ненормальний шум трансмісії, металевий брязкіт при включенні компресора. У 2001 році почалося скорочення маршрутної мережі оренбурзького тролейбуса і до серпня 2006 року в місті залишилося лише 4 діючих маршрути. Було також ліквідовано тролейбусне депо № 2 на вулиці Лісозахисній.
У 2005 році останні тролейбуси ЮМЗ Т1, що працювали у Оренбурзі, були списані.
У 2004—2007 роках до Оренбургу надійшло близько 20-ти тролейбусів моделі БТЗ 52761Р. У березні 2008 року Оренбург придбав 24 тролейбуса ЗіУ-682Г-016.02, а у 2010 році — 5 тролейбусів моделі ВМЗ-375.
19 червня 2008 року, після трьох років від часу початку масового скорочення оренбурзької тролейбусної мережі, був відновлений маршрут № 6 з трохи зміненою і оновленою схемою руху. Маршрут № 6 працює за схемою, затвердженою головою міста Оренбурга.
У грудні 2008 року, після піврічної роботи на маршруті № 2 автобусів замість тролейбусів у зв'язку з ремонтом мосту на вулиці Цвіллінга, тролейбусний маршрут відкритий знову.
У 2008 році передбачалося відновлення тролейбусних маршрутів № 8 та 14, проте плани так і не були здійснені.
У 2009 році експлуатуюче мережу тролейбусів в Оренбурзі підприємство було реорганізовано і отримало нову назву — муніципальне казенне підприємство «Оренбурзький міський пасажирський транспорт» МО міста Оренбурга.
31 серпня 2010 року, після п'ятирічної перерви, відкритий  тролейбусний маршрут № 10 (селище Карачі — вул. Рибаківська), який сполучає дві частини Оренбурга: Європу та Азію.
Станом на 1 липня 2010 року на балансі підприємства пребувало 100 тролейбусів, станом на 1 грудня 2017 року — 71 тролейбус.
З 30 травня по 28 серпня 2012 року змінено схему руху тролейбусних маршрутів № 4 та № 7 через будівництво підземного пішохідного переходу на проспекті Гагаріна. Тролейбусний маршрут № 4 прямував від зупинки «Вулиця Волгоградська» до зупинки «Драматичний театр», а маршрут № 7 — від зупинки «Залізничний вокзал» до зупинки «Площа Миру».
20 листопада 2012 року вперше до Оренбурга надійшли два нових тролейбуси ВМЗ-5298.01 «Авангард» з низькою підлогою, а всього надійшло 6 таких машин.
З 1 березня 2013 року вартість проїзду становила 10 рублів.
12 березня 2013 року відбулася презентація та урочистий запуск в експлуатацію шести нових тролейбусів ВМЗ-5298.01 «Авангард». До кінця 2013 року передбачалося здійснити закупівлю ще 10 тролейбусів з низькою підлогою.
З 1 липня 2013 року вартість проїзду становила 11 рублів. Через зростання вартості запчастин і страховки, а також через низьку заробітну платню працівників тролейбусного депо, з 31 грудня 2015 року вартість проїзду збільшилась до 13 рублів.
У 2017 році МКП «Оренбурзький міський пасажирський транспорт» МО «Місто Оренбург» приєднано до муніципального казенного підприємства «Оренбурзькі пасажирські перевезення» МО «Місто Оренбург». Станом на 2017 рік щоденний випуск становив 56 одиниць у будні, 40 — у вихідні дні.

Схема тролейбусних маршрутів міста Оренбург (грудень 2022)

З 2020 року вартість проїздув тролейбусах складала 21 рубль, почалося активне скорочення тролейбусної системи та поступове виведення з експлуатації рухомого складу. Весною 2020 року закрито тролейбусний рух через площу Леніна, Парковий проспект, вулицю Володарського. Влітку 2021 року тролейбуси почали курсували з вулиці Постнікова, Цвілінгу, Робочої, Хімічної, Магнітогорської. У грудні 2022 року без тролейбусного сполучення  залишився весь південний район міста (вул. Донгузька, Біляївська, Амурська, Зарічна, Ілекська, Карачинська) та інші райони міста (вул. Туркестанська, Східна, Карагандинська, Миру, Знаменський проїзд), так само вул. Алмиська, Волгоградська, просп. Дзержинського). Восени 2023 року, через падіння опори контактної мережі, повністю зупинено тролейбусний рух у центрі міста (вул. 8 Березня, Кірова, Ленінська, Муси Джаїля, Чичеріна). Так само тролейбуси перестали курсували до 24-го мікрорайону проспектами Чкалова та Гагаріна.
Станом на березень 2025 рік на балансі тролейбусного депо перебуває 22 тролейбуси, що свідчить про те, що за чотири останні роки парк рухомого складу скоротився більш ніж у 2,5 рази, а кількість маршрутів зменшилась з шести до двох, зокрема: № 4К (вул. Хабаровська — вул. Рибаковська), що є скороченою версією маршруту № 4 (вул. Хабаровська — 24 мікрорайон) та № 12К (вул. Родимцева — вул. Рибаковська) — (скорочена версія маршруту  12 (вул. Родимцева — вул. Муси Джаліля). Випуск на обидва маршрути складає 16 машин (по 8 машин на кожен маршрут).

## Маршрути
З 31 серпня 2010 року в Оренбурзі діючими були 6 тролейбусних маршрутів, наразі залишилося лише два скорочених маршрути.
| Тролейбусні маршрути міста Оренбурга | Тролейбусні маршрути міста Оренбурга | Тролейбусні маршрути міста Оренбурга | Тролейбусні маршрути міста Оренбурга | Тролейбусні маршрути міста Оренбурга | Тролейбусні маршрути міста Оренбурга                                                                               |
| №                                    | Кінцевий пункт, А                    | Кінцевий пункт, Б                    | Рік відкриття                        | Рік закриття                         | Примітки |
| ------------------------------------ | ------------------------------------ | ------------------------------------ | ------------------------------------ | ------------------------------------ | --- |
| 1                                    | Залізничний вокзал                   | Бульвар Свердлова                    | 02.05.1953                           | 13.07.2002                           | |
| 2                                    | Завод РТВ                            | Вулиця Маршала Жукова                | 1954                                 |                                      | |
| 3                                    | Вулиця Хабаровська                   | 24-й мікрорайон                      | ?                                    | До 01.06.2004                        | |
| 4                                    | Вулиця Хабаровська                   | 24-й мікрорайон                      | 1993                                 |                                      | З 14.11.2012 року відновлене курсування до 24-го мікрорайону                                                       |
| 4К                                   | Вулиця Хабаровська                   | Вулиця Рибаковськая                  |                                      |                                      | |
| 5                                    | Вулиця Муси Джаліля                  | Вулиця Шевченка                      | 1958                                 | 01.01.2005                           | |
| 6                                    | Вулиця Волгоградська                 | Театр драми ім. М. Горького          | 15.08.2013                           |                                      | |
| 7                                    | Залізничний вокзал                   | 24-й мікрорайон                      | 1967                                 |                                      | З 14.11.2012 року відновлене курсування до 24-го мікрорайону                                                       |
| 8                                    | Міська лікарня № 4                   | Вулиця Волгоградська                 | 04.12.1974                           | 03.07.2005                           | |
| 9                                    | Залізничний вокзал                   | Селище Ростоші                       | ?                                    | До 28.02.2005                        | |
| 10                                   | Селище Карачі                        | Вулиця Рибаковська                   | 16.10.1996                           |                                      | Закритий у 2006 році, відновлений 31.08.2010 року. З 01.11.2015 року прямує старою схемою                          |
| 11                                   | 24-й мікрорайон                      | Центральний ринок                    | 1993                                 | 24.07.1996                           | |
| 12                                   | Вулиця Муси Джаліля                  | Вулиця Родимцева                     | 14.12.1995                           |                                      | З 18.09.1998 року маршрут подовжено до вулиці Муси Джаліля. З 21.10.2013 року відновлено рух по проспекту Перемоги |
| 12К                                  | Вулиця Родимцева                     | Вулиця Рибаковськая                  |                                      |                                      | |
| 13                                   | Центральний ринок                    | Селище Карачі                        | ?                                    | До 2005                              | |
| 14                                   | 24-й мікрорайон                      | Вулиця Листопадова                   | 31.01.1997                           | 16.05.2005                           | |

## Тролейбусне депо
В Оренбурзі раніше існували два тролейбусних депо та один майданчик для відстою тролейбусів. Наразі діє лише одне тролейбусне депо.

## Галерея

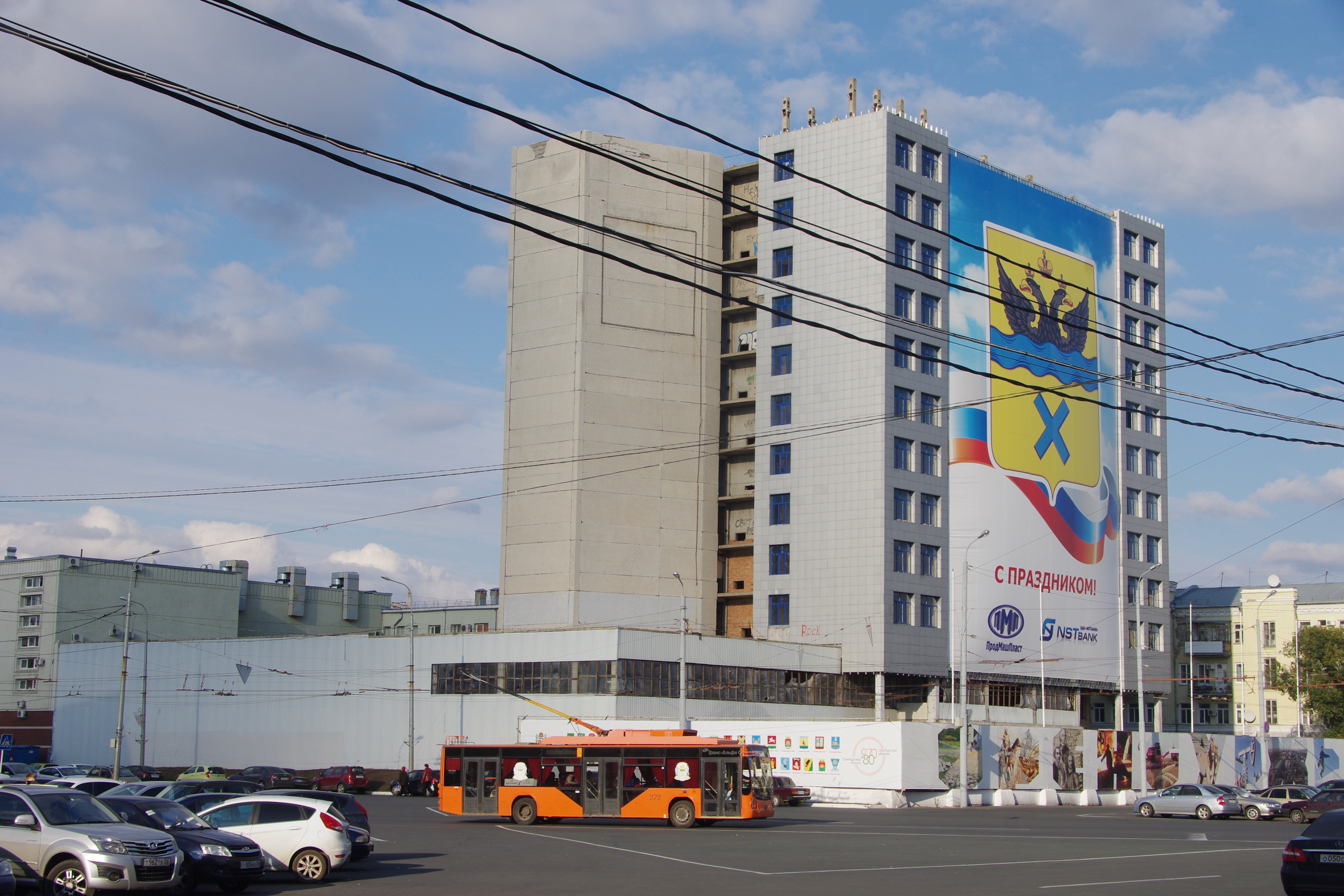
ВМЗ-5298.01 «Авангард»
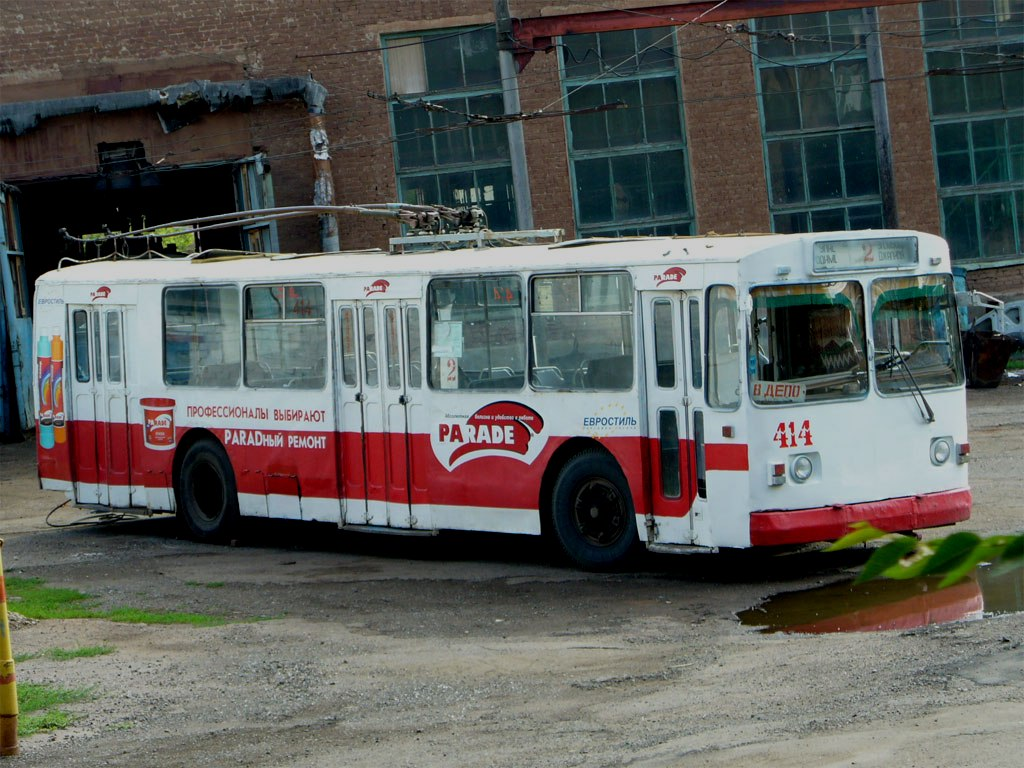
ЗіУ-682 у тролейбусному депо
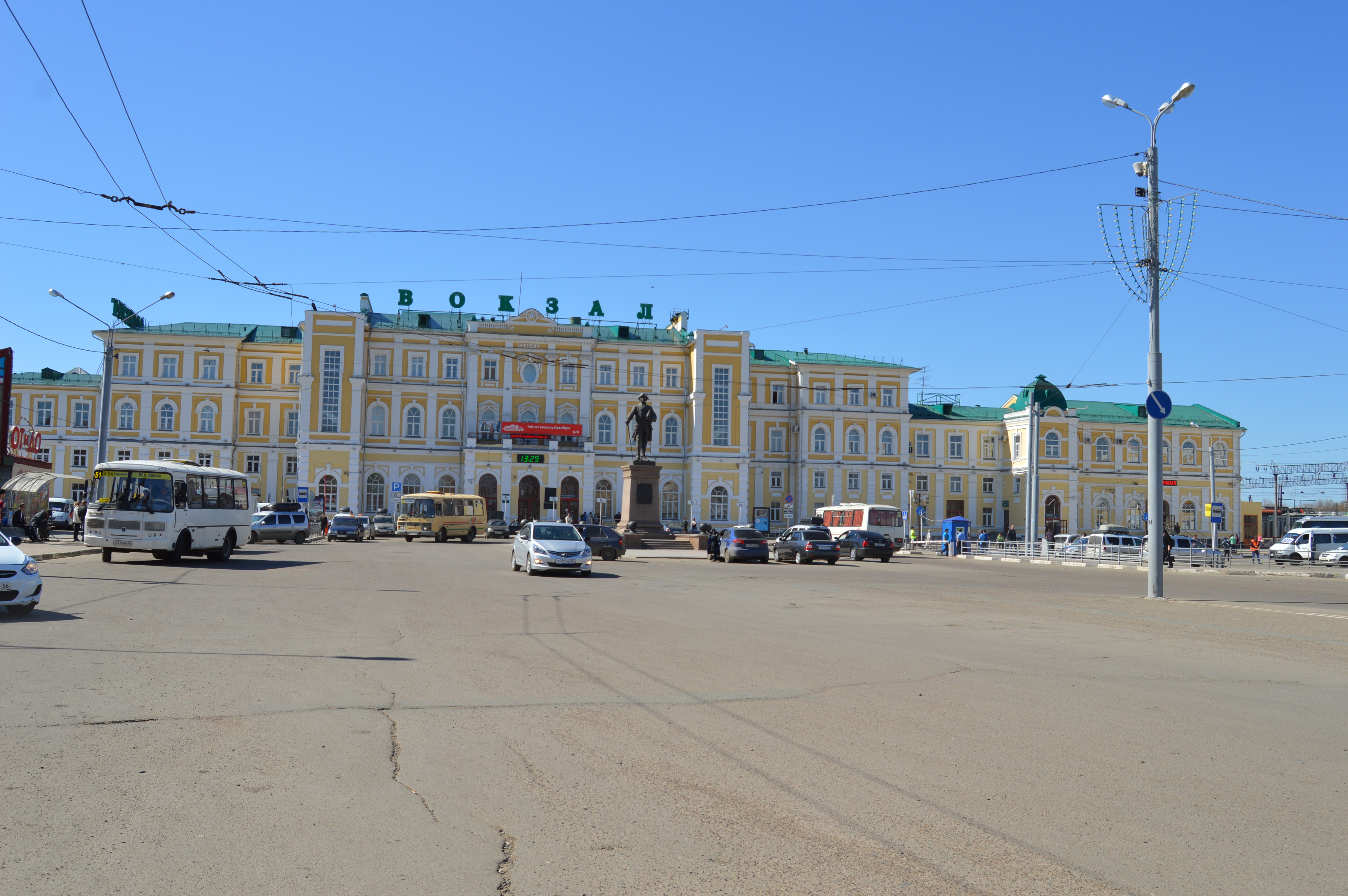
Колишня тролейбусна лінія біля залізничного вокзалу (квітень 2017)
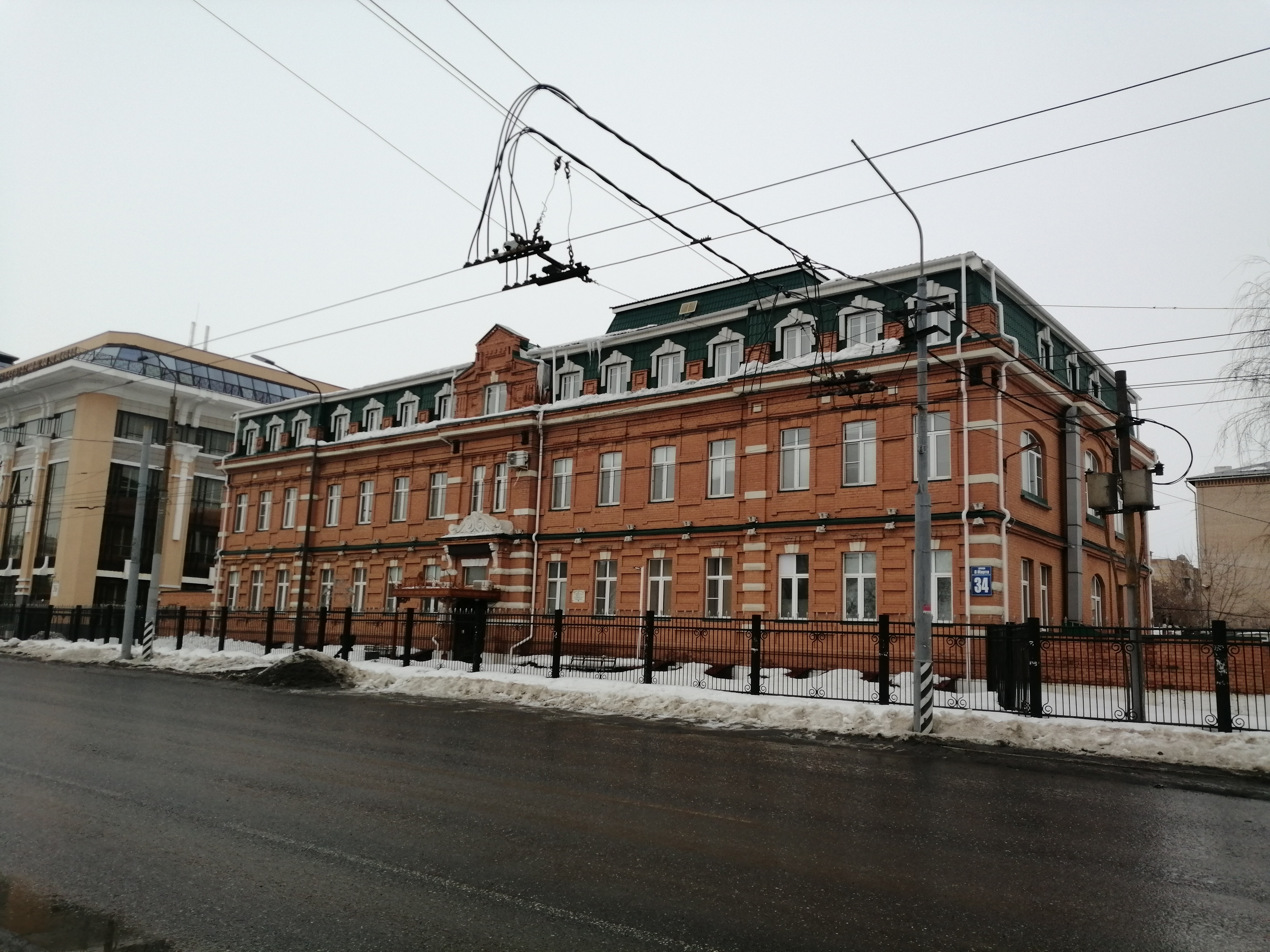
Тролейбусна лінія по вул. 8 Березня